# カルジ
カルジ（Karuzi、Karusiとも）は、ブルンジ・ギテガ県の都市。カルジ郡（コミューン）の行政中心地。ブルンジ東部に位置し、国道12号線から少し外れたところにある。人口は12,723人（2012年推計）。
1982年から2025年まで存在したカルジ県の県都であった。
2014年にNatwe Turashoboye Hospital（50周年記念病院とも呼ばれる）が開院した。ブヒガ保健地区に属し、人口376,536人（2023年時点）を抱える三次公立病院である。第9代大統領ピエール・ンクルンジザは2020年6月に当院で死去した。